# Chauconin-Neufmontiers
Chauconin-Neufmontiers ist eine französische Gemeinde mit 3726 Einwohnern (Stand 1. Januar 2022) im Département Seine-et-Marne in der Region Île-de-France. Sie gehört zum Arrondissement  Meaux und zum Kanton Claye-Souilly.
Die Gemeinde Chauconin-Neufmontiers wurde 1972 aus den bislang selbständigen Gemeinden Chauconin und Neufmontiers-lès-Meaux gebildet.

## Bevölkerungsentwicklung
| Jahr      | 1962 | 1968 | 1975 | 1982 | 1990 | 1999 | 2007 |
| Einwohner | 610  | 573  | 658  | 824  | 1489 | 1494 | 2589 |

## Sehenswürdigkeiten
Siehe auch: Liste der Monuments historiques in Chauconin-Neufmontiers
- Kirche Saint-Saturnin in Chauconin (Monument historique), erbaut im 16. Jahrhundert
- Kirche Saint-Barthélemy in Neufmontiers, erbaut ab dem 15. Jahrhundert
- Schloss Le Martroy

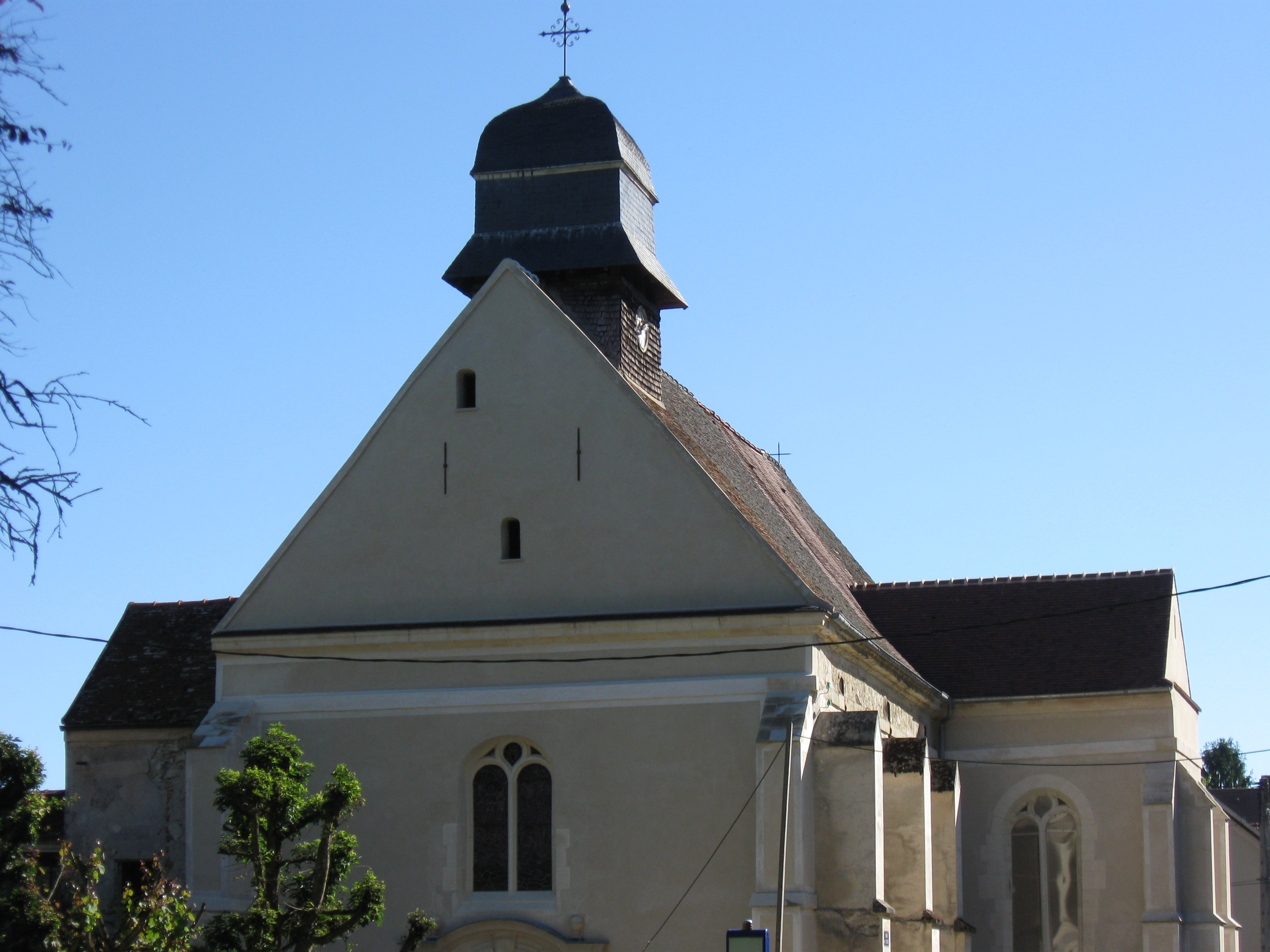
Kirche Saint-Saturnin
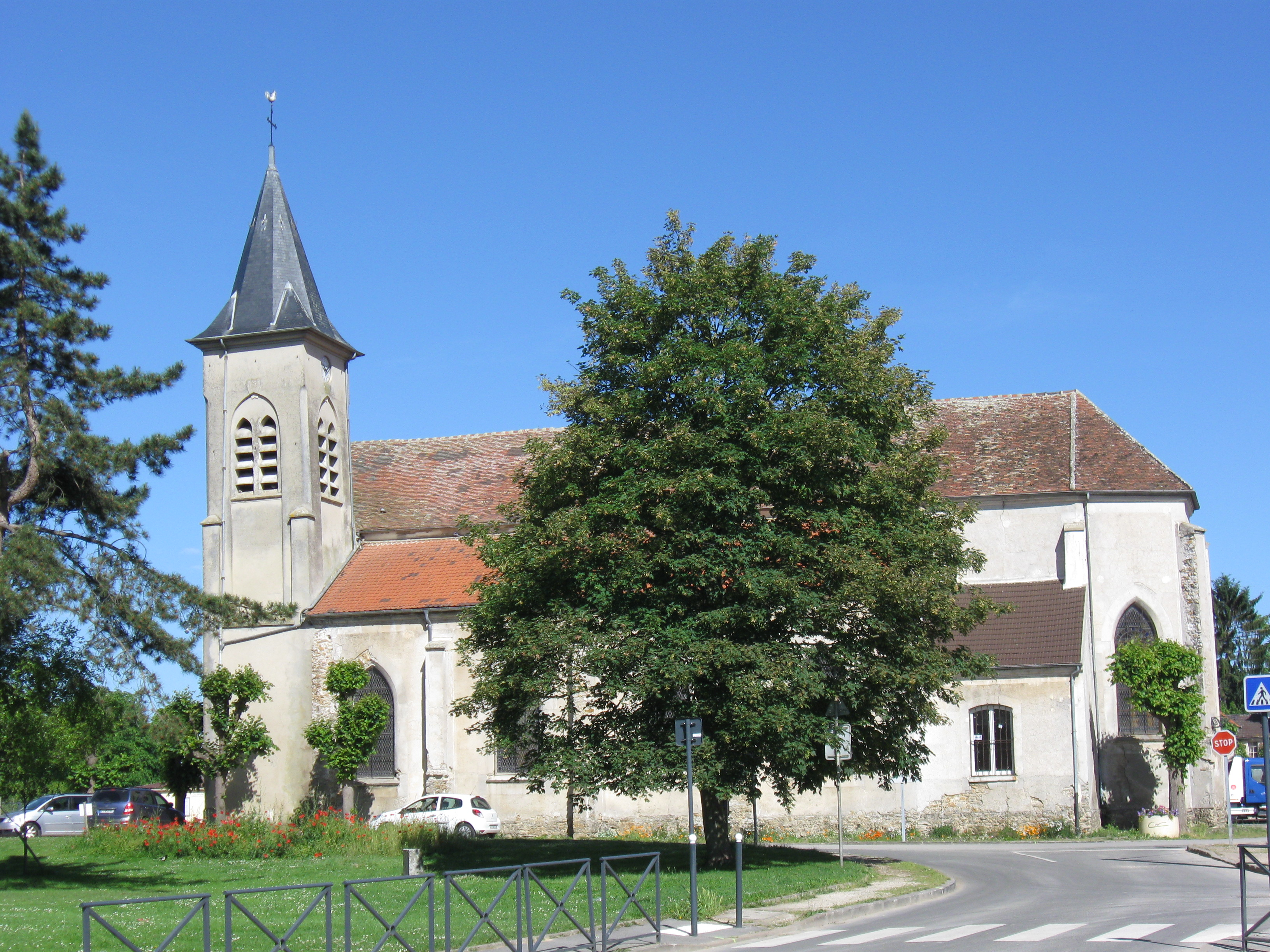
Kirche Saint-Barthélemy
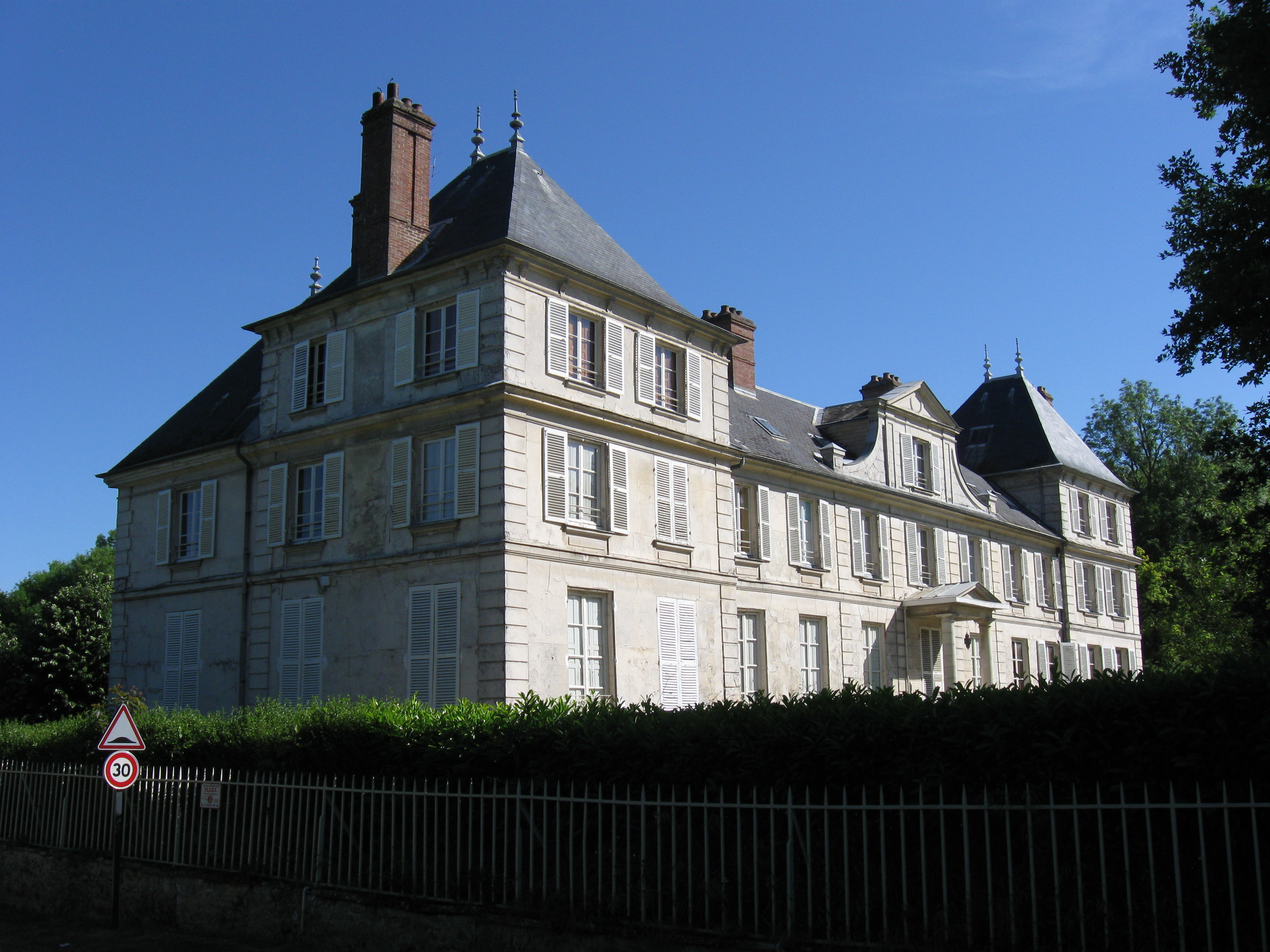
Schloss Le Martroy